# アシミウ・トゥーレ
アシミウ・トゥーレ（Assimiou Touré、1988年1月1日 - ）は、トーゴの元サッカー選手。元トーゴ代表。ポジションはディフェンダー。

## 来歴
代表での出場経験は無かったが、2006 FIFAワールドカップのトーゴ代表メンバーに選出された。ワールドカップ・韓国戦で代表デビュー、ワールドカップ2試合に出場した。2011年までに15試合に出場した。

## 代表歴

### 出場大会
- トーゴ代表
  - 2006 FIFAワールドカップ

### 試合数
- 国際Aマッチ 15試合 0得点（2006年-2011年）[1]

| トーゴ代表 | 国際Aマッチ | 国際Aマッチ |
| 年         | 出場        | 得点        |
| ---------- | ----------- | ----------- |
| 2006       | 3           | 0           |
| 2007       | 0           | 0           |
| 2008       | 0           | 0           |
| 2009       | 7           | 0           |
| 2010       | 3           | 0           |
| 2011       | 2           | 0           |
| 通算       | 15          | 0           |